# Pacific Wings
Pacific Wings Airlines — региональная авиакомпания Соединённых Штатов Америки со штаб-квартирой в Далласе (Техас), работающая в сфере регулярных и чартерных пассажирских перевозок по аэропортам Гавайских островов. Ежедневно самолётами компании выполняется более 90 регулярных рейсов.
Портом приписки авиакомпании и её главным транзитным узлом (хабом) является международный аэропорт Гонолулу, в качестве ещё одного хаба перевозчик использует аэропорт Кахулуи.

## История
Авиакомпания Air Nevada была образована в 1974 году и начала операционную деятельность в июле того же года, имея лицензию на пассажирские и грузовые чартерные авиаперевозки. В 1978 году компания приступила к выполнению регулярных пассажирских рейсов. После того, как авиакомпания Eagle Canyon Airlines приобрела всю маршрутную сеть Air Nevada, перевозчик прекратил операционную деятельность в январе 1998 года, сменил официальное название на Pacific Wings и возобновила регулярные пассажирские перевозки на Гавайских островах. Pacific Wings в равных долях принадлежит Грегу Калсторфу и Фрэнку Форду.
1 февраля 2007 года авиакомпания открыла регулярные маршруты на направлениях Гонолулу-Молокаи, Гонолулу-Ланаи и Кахулуи-Молокаи, билеты на все рейсы по которым продавались по 49 долларов в одну сторону. Спустя месяц был запущен ещё один маршрут Гонолулу-Капалуа. Программа дешёвых тарифов компании получила маркетинговое название «PW Express» и действовала до июля 2009 года.

## Корпоративная деятельность

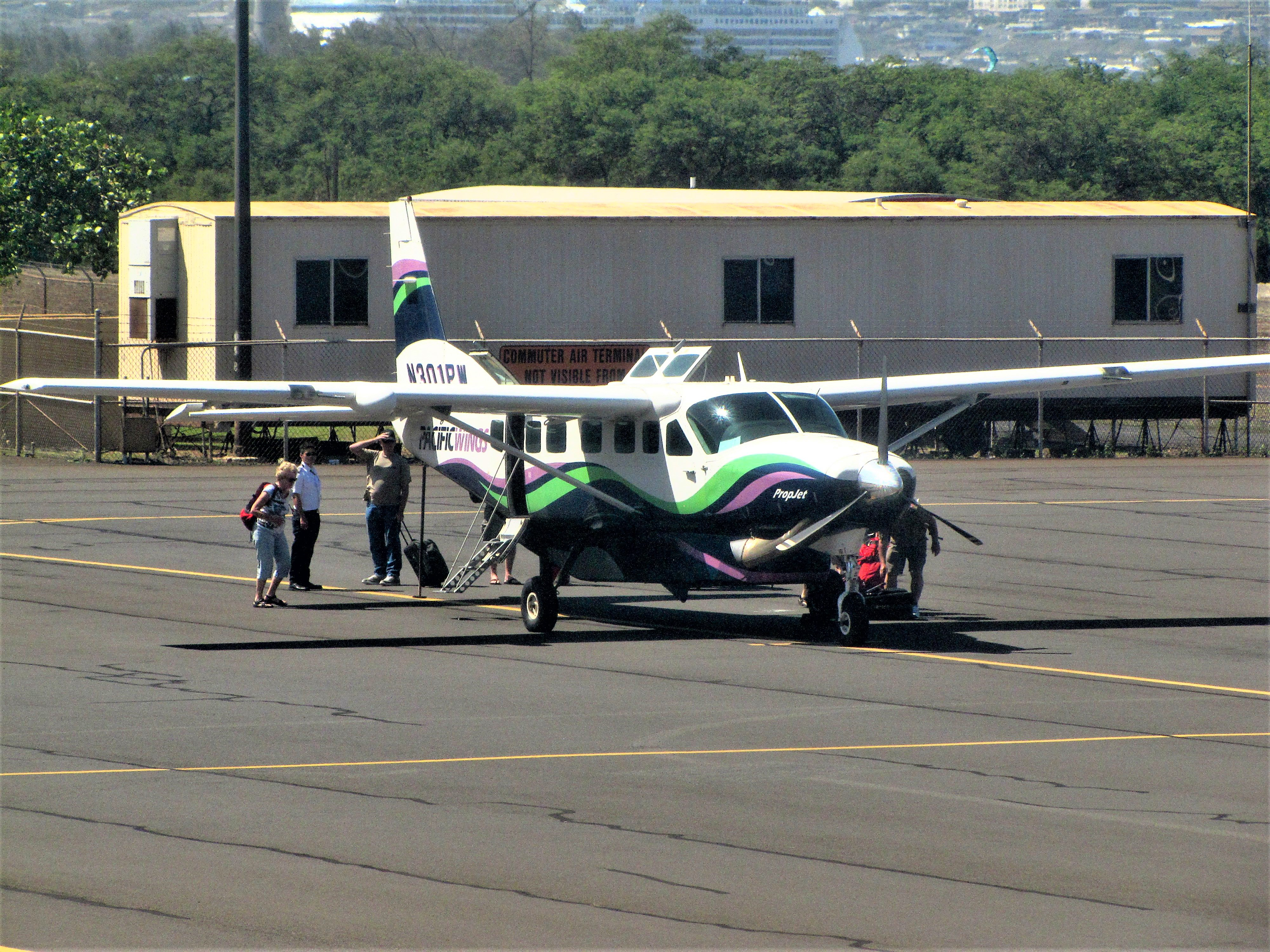
Cessna 208 Grand Caravan авиакомпании Pacific Wings

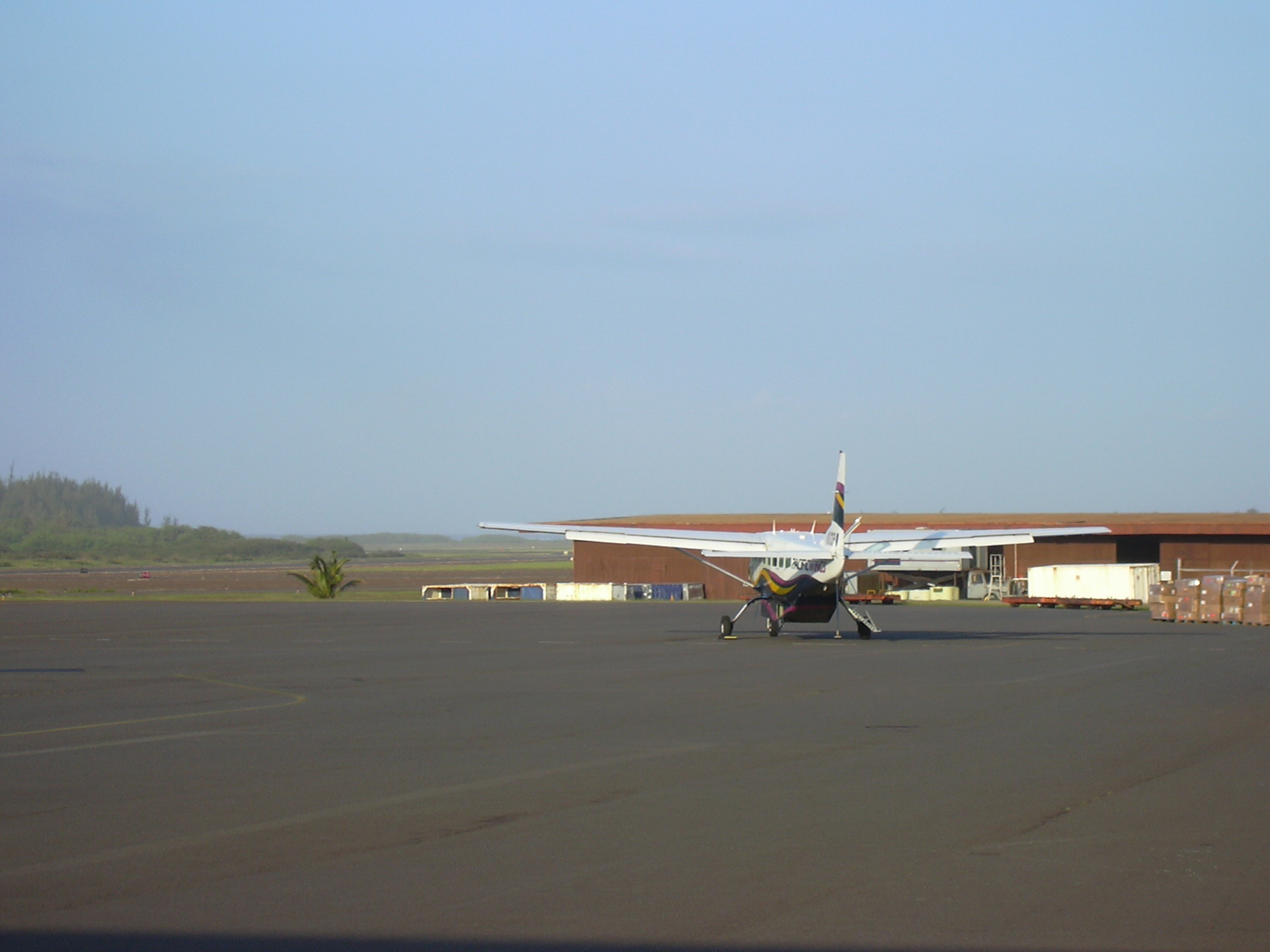
Cessna 208 Grand Caravan

Штаб-квартира Pacific Wings находится в Далласе (штат Техас). Ранее управленческий центр авиакомпании размещался в терминале местных перевозок аэропорта Кахулуи (остров Мауи, Гавайи).

### Дочерние компании
Pacific Wings принадлежат две авиакомпании местного значения — New Mexico Airlines и GeorgiaSkies. Все три перевозчика используют один позывной и работают под едиными кодами ИАТА и ИКАО, но территориально разнесены по разным регионам Соединённых Штатов.

### New Mexico Airlines
В январе 2007 года Pacific Wings получила право на осуществление в рамках государственной программы Essential Air Service поддержки региональных и местных коммерческих авиаперевозок рейсов из Альбукерке (Нью-Мексико) в города Кловис и Силвер (Нью-Мексико), и между городами Хоббс и Карлсбад. Маршруты из Альбукерке в результате проведённого конкурса авиакомпания забрала у регионального перевозчика Great Lakes Aviation, маршрут из Хоббса — у другого североамериканского регионала Air Midwest. Руководство Pacific Wings заявило, что на данных направлениях будет использовать самолёты Cessna Grand Caravan и при этом будет стремиться к выведению обслуживания этих маршрутов на безубыточное состояние (и, соответственно, из программы Essential Air Service) по аналогии с рядом своих маршрутов на Гавайских островах.
В марте 2007 года комитет округа Нью-Мексико, в ведении которого находится муниципальный аэропорт Хоббса, и городской совет Карлсбана единогласно проголосовали за передачу контракта программы Essential Air Service по обслуживанию своих аэропортов от крупного регионала Mesa Airlines в Pacific Wings, которая, в дополнение к обязательным и субсидируемым федеральным маршрутам в Альбукерке и Эль-Пасо (Техас), открыла регулярные рейсы в Лаббок, регион Мидланд/Одесса (Техас) и Санта-Фе (Нью-Мексико). Одновременно с этим, руководство перевозчика сообщило об аннулировании контракта на рейсы в Силвер-Сити по причине отказа чиновников местного самоуправления во встрече с представителями авиакомпании.
30 марта 2007 года Министерство транспорта США официально утвердило Pacific Wings в качестве назначенного перевозчика на маршрутах из Хоббса и Карлсбада. Рейсы в аэропорты Нью-Мексико начались 1 июля того же года под торговой маркой (брендом) New Mexico Airlines.

### GeorgiaSkies
В июне 2008 года федеральное правительство подписало с Pacific Wings контракт на выполнение в рамках программы Essential Air Service регулярных рейсов в аэропорты городов Атенс и Мэйкон (Джорджия) из международного аэропорта Хартсфилд-Джексон в Атланте. Полёты по данным направлениям начались 29 сентября 2008 года на самолётах Cessna Grand Caravan под торговой маркой GeorgiaSkies.

## Маршрутная сеть
Маршрутная сеть регулярных перевозок авиакомпании Pacific Wings охватывает следующие аэропорты Гавайских островов:
| Остров  | Город       | Аэропорт                        | Ссылки |
| Гавайи  | Ваимеа      | аэропорт Ваимеа/Кохала          |        |
| Гавайи  | Каилуа/Кона | международный аэропорт Кона     |        |
| Мауи    | Хана        | аэропорт Хана                   |        |
| Мауи    | Кахулуи     | аэропорт Кахулуи                |        |
| Молокаи | Холеуа      | аэропорт Молокаи                |        |
| Молокаи | Калаупапа   | аэропорт Калаупапа              |        |
| Оаху    | Гонолулу    | международный аэропорт Гонолулу |        |

## Авиапроисшествия и несчастные случаи
12 июля 1993 года. Самолёт Cessna 402 (регистрационный N818AN) авиакомпании Air Nevada, выполнявший рейс Лас-Вегас — Гранд-Каньон, разбился на взлёте из международного аэропорта Маккаран. После отрыва от ВПП аэропорта пилот сообщил диспетчеру об открытой двери багажного отсека и намерении вернуться в аэропорт вылета, после чего лайнер потерпел крушение, в котором погибли два пассажира и пилот самолёта.